# Peperomia vegana
Peperomia vegana är en pepparväxtart som beskrevs av Trel. & Standley. Peperomia vegana ingår i släktet peperomior, och familjen pepparväxter. Inga underarter finns listade i Catalogue of Life.